# Romolo Diecidue
Romolo Diecidue (Roma, 5 marzo 1900 – Pistoia, 11 novembre 1975) è stato un politico italiano.

## Biografia
Laureatosi in filosofia all'Università di Padova, con una tesi su Antonio Rosmini, divenne insegnante. Fu tra i fondatori del Ginnasio comunale di Montecatini Terme, poi Liceo scientifico statale “Coluccio Salutati”, di cui ricoprì per primo la carica di preside, pur continuando a insegnarvi storia e filosofia. Attivo nelle file dell'Azione Cattolica in Diocesi di Pescia, fu perseguitato dal fascismo e per questo inviato al confino a Cesena.
Nel 1945, partecipò alla nascita della Democrazia Cristiana a Montecatini Terme e rappresentò il partito all'interno del CLN cittadino, di cui divenne presidente. Dopo la Liberazione, fu vicesindaco della cittadina termale. Alle elezioni amministrative del 1946, si candidò al consiglio comunale di Montecatini Terme, ma non risultò eletto. Riuscirà a entrare in consiglio alle elezioni del 1951, rimanendovi fino al 1956.
Alle elezioni politiche del 18 aprile 1948, si presentò alla Camera dei deputati nel collegio di Firenze-Pistoia. In parlamento, fece parte delle commissioni VI - Istruzione e Belle arti e XI - Lavoro e Previdenza sociale. Durante la legislatura, fu collaboratore dell'Associazione Nazionale Mutilati e Invalidi di Guerra della provincia di Pistoia. Riconfermato nelle elezioni del 1953, cinque anni dopo fu escluso dalle liste democristiane e, per protesta, si candidò da indipendente nel PLI, senza successo.
Ritiratosi dall'attività parlamentare e trasferitosi a Roma, si diede di nuovo all'insegnamento presso il Liceo classico statale "Luciano Manara", ove rimase sino alla pensione, nel 1970. Il 2 giugno 1972 fu insignito della Medaglia d'oro ai benemeriti della scuola, della cultura e dell'arte con decreto del presidente della Repubblica Giovanni Leone. Negli ultimi anni, s'impegnò per i diritti degli italiani emigrati all'estero. Ammalatosi gravemente, tornò in Toscana, a Pistoia, a casa delle sue sorelle e lì la morte lo colse all'età di settantacinque anni.
Il suo nome è spesso collegato a Licio Gelli, il venerabile maestro della Loggia massonica P2. Gelli, infatti, fu il suo autista e l'ex deputato gli scrisse la prefazione del libro di poesie Luce di stelle alpine, edito da Sansoni nel 1971.